# Léon Kastenbaum
 (novembre 2018).
Léon Kastenbaum est un homme politique, résistant et responsable des services de renseignements français.

## Biographie
On sait peu de choses sur le parcours et la vie de Léon Kastenbaum, qui a toujours cultivé un grand mystère autour de sa personne. De son état civil, on sait uniquement qu'il est issue d'une famille juive polonaise émigrée en France. Membre du parti socialiste SFIO dès sa création, en 1905, il est souvent présenté comme un très proche collaborateur de Jules Guesde. Militant à la fédération de la Seine dans l'entre-deux-guerres, il entre dans les instances nationales du parti à la Libération, comme membre de la commission nationale des conflits, de 1944 à 1949, puis de nouveau entre 1952 et 1954. Il est alors proche de l'aile gauche et du courant Bataille socialiste. Il est aussi un temps responsable de la rubrique nécrologique du Populaire, le journal de la SFIO.
Proche de l'ancien communiste André Ferrat, de Gilbert Nowina, d'André Joublot, il est surtout depuis la résistance, un des hommes de confiance d'Henri Ribière, qui est à la tête du SDECE à la Libération.
Celui-ci le fait d'ailleurs entrer dans les services secrets. Kastenbaum y est responsable d'une « cellule politique », appelée service des « Affaires réservées », aux côtés de Louis Mouchon et François Saar-Michel. Il supervise alors la traque des savants nazis, avant d'être employé au ministère de la reconstruction et de l'urbanisme, où il s'occupe des dommages de guerre et de la restitution des biens, notamment juifs, confisqués par l'occupant.
Dans les années 1950, il est affecté au service des archives du SDECE. On ne connaît ni la suite de sa carrière, ni sa date de décès.